# Mu Ceti
Mu Ceti (87 Ceti) é uma estrela na direção da constelação de Cetus. Possui uma ascensão reta de 02h 44m 56.37s e uma declinação de +10° 06′ 51.2″. Sua magnitude aparente é igual a 4.27. Considerando sua distância de 84 anos-luz em relação à Terra, sua magnitude absoluta é igual a 2.21. Pertence à classe espectral F1III-IV. É uma estrela variável suspeita.